# Kristiansandi repülőtér
A Kristiansandi repülőtér (IATA: KRS, ICAO: ENCN) Norvégia egyik nemzetközi repülőtere, amely Tveit közelében található. Éves utasforgalma 739 907 fő (2022).

## Futópályák
A repülőtér futópályái:
- 03/21 (2036 m, 45 m, aszfaltbeton)

## Forgalom
Az utasforgalom az elmúlt években az alábbi módon változott:
| Utasok száma | 893 342 | 737 138 | 761 760 | 877 912 | 839 916 | 1 019 291 | 1 058 231 | 1 031 048 | 384 599 | 739 907 |
|              | 2000    | 2002    | 2005    | 2007    | 2010    | 2012      | 2015      | 2017      | 2020    | 2022    |